# Ramón Heredia
Ramón Armando Heredia Ruarte (* 26. Februar 1951 in Córdoba) ist ein ehemaliger argentinischer Fußballspieler. Auf Vereinsebene mit CA San Lorenzo de Almagro und anschließend auch beim spanischen Verein Atlético Madrid sehr erfolgreich, nahm er mit der Nationalmannschaft seines Heimatlandes ferner auch an der Fußball-Weltmeisterschaft 1974 in Deutschland teil.

## Karriere

### Vereinskarriere
Ramón Heredia, geboren 1951 in Argentiniens zweitgrößter Stadt Córdoba, begann mit dem Fußballspielen in Buenos Aires beim Klub CA San Lorenzo de Almagro, wo er 1969 die Aufnahme in die erste Mannschaft schaffte. Für San Lorenzo spielte Heredia in der Folge bis ins Jahr 1973 in 119 Ligaspielen, in denen der Abwehrspieler oder defensive Mittelfeldspieler neunzehn Treffer erzielte. Dabei war er Teil der Mannschaft von San Lorenzo um Spieler wie etwa Roberto Telch, Rubén Ayala oder Rodolfo Fischer, die im Jahre 1972 zweimal argentinischer Fußballmeister wurde. Sowohl im Torneo Metropolitano als auch im Torneo Nacional konnte man sich durchsetzen.
Im Sommer 1973 verließ Ramón Heredia CA San Lorenzo de Almagro nach vier durchaus sehr erfolgreichen Jahren und wagte den Sprung nach Europa. Er unterschrieb einen Kontrakt beim spanischen Erstligisten Atlético Madrid. Atlético war in der abgelaufenen Saison unter dem österreichischen Trainer Max Merkel soeben spanischer Meister geworden und erreichte im ersten Jahr Ramón Heredias im Estadio Vicente Calderón unter dem neuen, argentinischen, Coach Juan Carlos Lorenzo und mit Spielern wie etwa Torhüter Miguel Reina, Verteidiger Adelardo Rodríguez oder Angreifer José Eulogio Gárate das Endspiel im Europapokal der Landesmeister. Nachdem zuvor nacheinander Galatasaray Istanbul aus der Türkei, Dinamo Bukarest aus Rumänien, Roter Stern Belgrad aus Jugoslawien sowie Celtic Glasgow aus Schottland besiegt wurden, scheiterte man aber schließlich im Endspiel am deutschen Vertreter FC Bayern München mit 0:4 im Wiederholungsspiel, nachdem das eigentliche Finale mit 1:1 nach Verlängerung geendet hatte. Da der FC Bayern allerdings auf die Teilnahme am Weltpokal verzichtete, hatte Atlético die Möglichkeit, als Finalverlierer dennoch um den Weltpokal zu spielen. Hier traf man auf den Sieger der Copa Libertadores 1974, Independiente Avellaneda. Mit 0:1 in Argentinien und 2:0 in Madrid setzte sich das Team von Luis Aragonés durch uns konnte sich die Krone des Weltpokalsiegers aufsetzen.
Auch in den folgenden Jahren bei Atlético Madrid agierte Ramón Heredia sehr erfolgreich. Zunächst gelang in der Saison 1975/76 durch einen 1:0-Finalsieg gegen Real Saragossa der Sieg im spanischen Pokalwettbewerb, der Copa del Rey. Ein Jahr darauf zeigte man sich auch im Ligabetrieb überaus erfolgreich und stand in der Primera División 1976/77 am Ende aller Spieltage auf dem ersten Tabellenrang mit einem Punkt Vorsprung auf den FC Barcelona. Diesmal musste man sich jedoch im anschließenden Europapokal der Landesmeister bereits im Viertelfinale dem belgischen Vertreter FC Brügge geschlagen geben.
Ramón Heredia verließ Atlético Madrid im Sommer 1977 direkt nach der erfolgreichen Meisterschaft. Er ging nach Frankreich, um sich dem erst sieben Jahre zuvor gegründeten Verein Paris Saint-Germain anzuschließen. In zwei Jahren in der Division 1, die jeweils mit Platzierungen im Mittelfeld endeten, schaffte es Heredia aber nicht, dauerhaft einen Stammplatz zu beanspruchen. Im Sommer 1979 beendete er dann seine fußballerische Laufbahn im Alter von gerade einmal 28 Jahren. Später war Ramón Heredia noch bei diversen Vereinen als Trainer aktiv, so auch 1993 kurzzeitig bei seinem alten Verein Atlético Madrid.

### Nationalmannschaft
Zwischen 1971 und 1974 brachte es Ramón Heredia auf insgesamt 30 Einsätze in der argentinischen Fußballnationalmannschaft. Dabei gelangen ihm zwei Torerfolge. Von Nationalcoach Vladislao Cap wurde er ins Aufgebot der Südamerikaner für die Fußball-Weltmeisterschaft 1974 in Deutschland berufen. Im Turnierverlauf war der Mittelfeldakteur von Atlético Madrid unumstrittener Stammspieler und absolvierte jedes Turnierspiel seiner Mannschaft über die komplette Spielzeit. Doch auch er konnte nicht verhindern, dass die argentinische Mannschaft nach gerade so überstandener Vorrunde in der Finalrunde als Tabellenletzter hinter den Niederlanden, Brasilien und der DDR mit nur einem Remis und zwei Niederlagen ausschied.

## Erfolge
- Argentinische Meisterschaft: 2×

Metropolitano 1972 und Nacional 1972 mit CA San Lorenzo de Almagro
- Spanische Meisterschaft: 1×

1976/77 mit Atlético Madrid
- Spanischer Pokalsieger: 1×

1975/76 mit Atlético Madrid
- Weltpokal: 1×

1974 mit Atlético Madrid